# Nipaecoccus aurilanatus
Nipaecoccus aurilanatus är en insektsart som först beskrevs av William Miles Maskell 1890.  Nipaecoccus aurilanatus ingår i släktet Nipaecoccus och familjen ullsköldlöss. Inga underarter finns listade i Catalogue of Life.